# Strane (Postojna, Slovenija)
Strane je naselje u slovenskoj Općini Postojni. Strane se nalazi u pokrajini Notranjskoj i statističkoj regiji Notranjsko-kraškoj. 

## Stanovništvo
Prema popisu stanovništva iz 2002. godine naselje je imalo 72 stanovnika.